# Guerrero de Hirschlanden

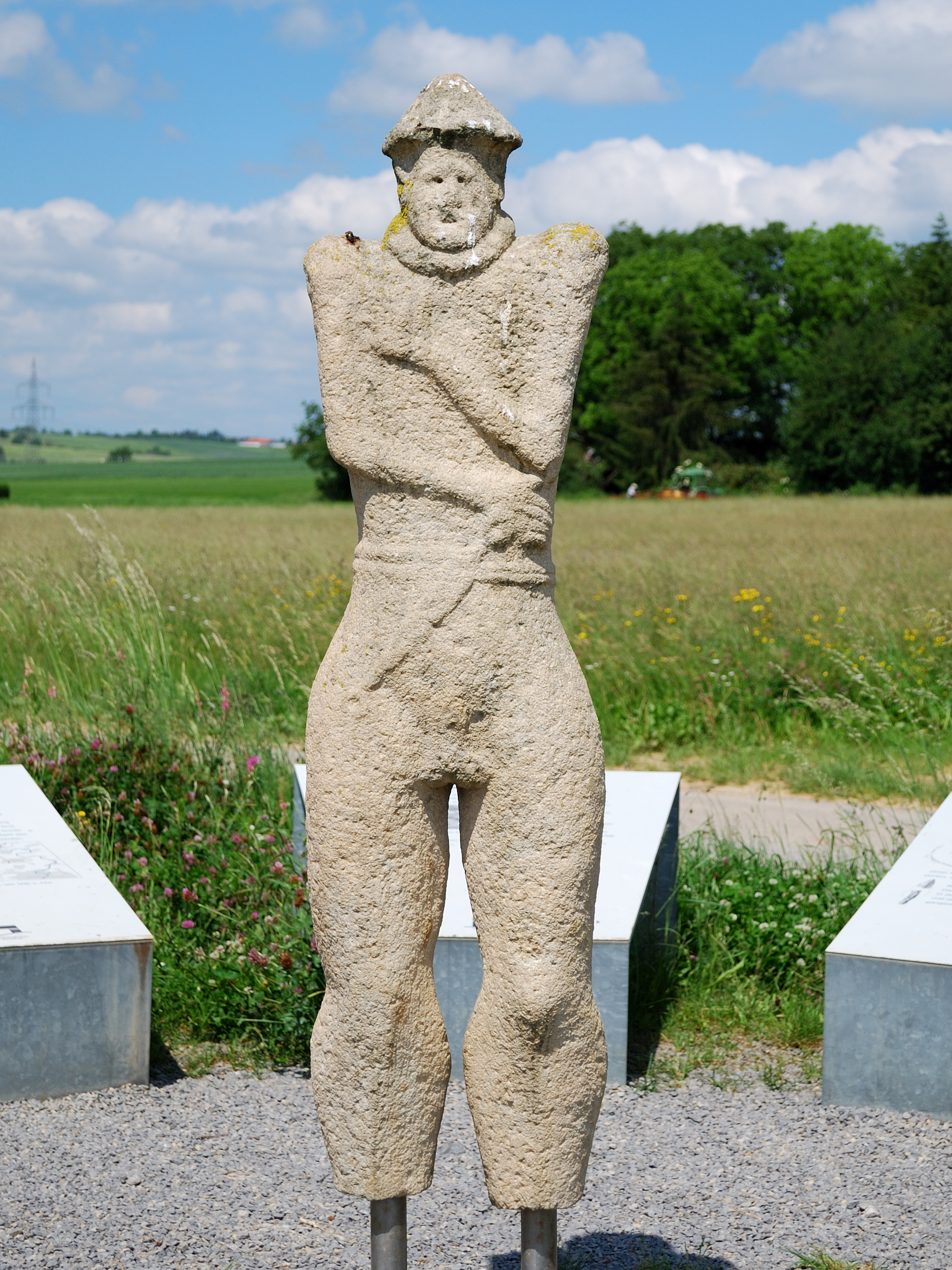
Recreación del Guerrero de Hirschlanden en el lugar de su hallazgo.

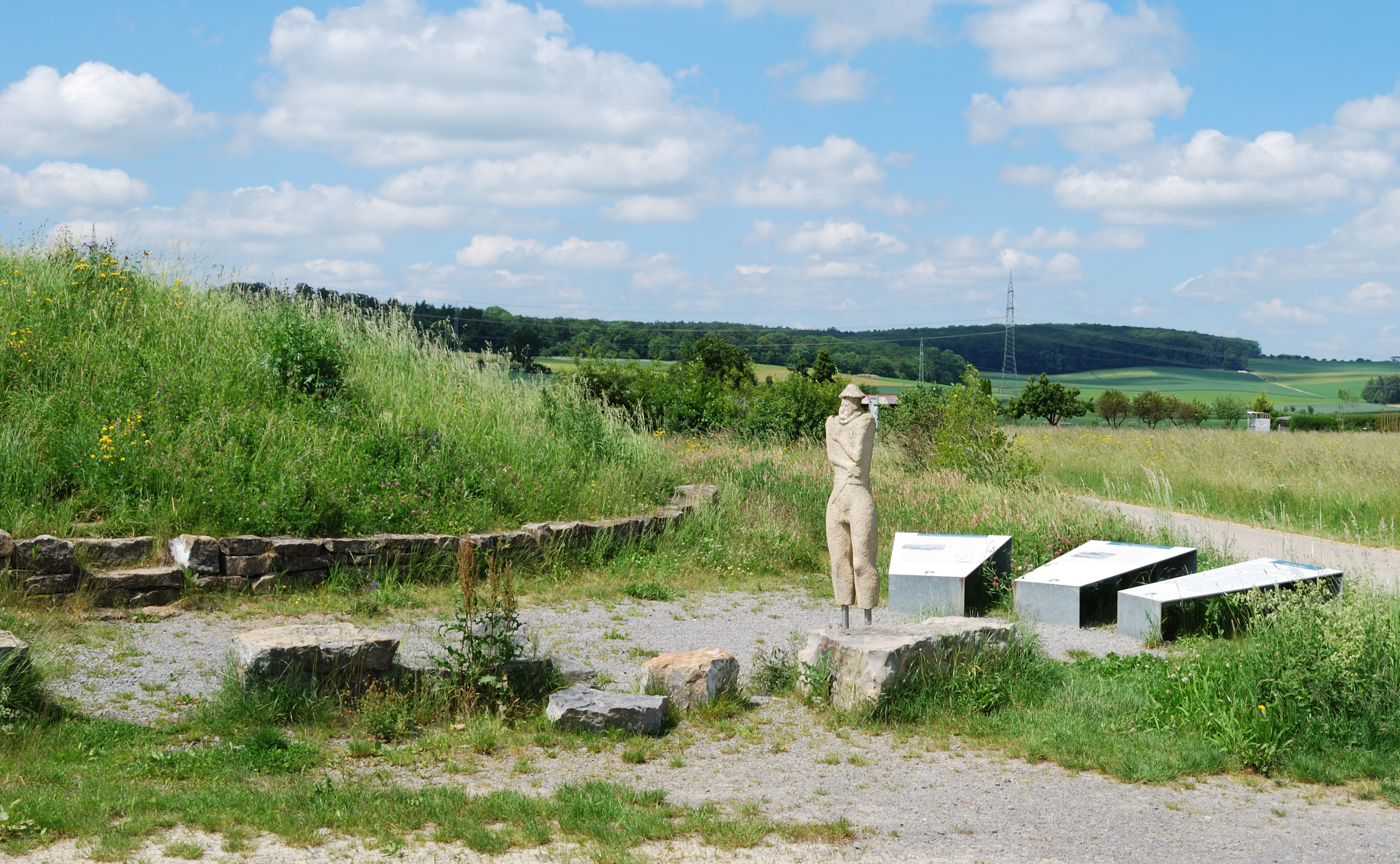
Lugar de su hallazgo en Hirschlanden

El Guerrero de Hirschlanden es una estatua de un guerrero itifálico desnudo de piedra arenisca. Es la escultura antropomorfa de tamaño natural de la Edad del Hierro más antigua encontrada hasta el momento al norte de los Alpes. El guerrero puede situarse en la Cultura de Hallstatt, posiblemente del siglo VI a. C. La escultura puede verse en el Landesmuseum Württemberg de Stuttgart. 
La estatua fue hallada en 1963 en Hirschlanden, hoy un barrio de Ditzingen, en Baden-Wurtemberg, durante la excavación de un pequeño túmulo de unos 32 metros de diámetro. El túmulo estaba rodeado de un círculo de piedra y una pared de piedra seca. Se encontraron 16 enterramientos de hombres y mujeres de inicios de la Cultura de Hallstatt (Hallstatt D1, hacia 600 a. C.), hasta la época de la Cultura de La Tène, hacia 450 a. C. La figura del guerrero se encontró al norte del túmulo, pero se cree que en su origen culminaba el montículo. Muestra señales de haber estado expuesta largo tiempo a los elementos, antes de quedar protegida bajo tierra. Se ha conservado una altura de 1,50 m, faltando los pies y piernas hasta la mitad de las pantorrillas. Originalmente tendría un tamaño de 1,70 m.
El guerrero lleva un sombrero puntiagudo, posiblemente figurando los realizados de corteza de abedul, similar al descubierto en el enterramiento de Hochdorf, una torques y un cinturón con un típico puñal de la Cultura de Hallstatt. Todos estos símbolos indican que se trata de un personaje de estatus elevado. 
Mientras que las piernas son muy realistas y musculosas, el tronco sólo está realizado de forma esquemática, y aún más esquemática es la cara. Esto ha llevado a discusiones de si el hombre podría llevar una máscara, como se conoce de enterramientos en Kleinklein (Estiria) y Trebenište (Macedonia), así como de las tumbas de fosa micénicas, mucho más antiguas (hacia 1500 a. C.). La interpretación como máscara se hace probable si se tienen en cuenta las estrechas cavidades orbitarias, nariz plana y la ranura que forma la boca. Todos los rasgos faciales parecen desplazados hacia abajo.
También se discute una influencia griega (kouroi), ya que existían relaciones comerciales con las colonias griegas del Mediterráneo, como Massilia (Marsella). Pero la similitud de estilo parece mayor con las estatuas de Capestrano, en Italia (650–550 a. C.) y Casale Marittimo (mediados del siglo VII a. C.).
De Baden-Wurtemberg provienen numerosos otros hallazgos arqueológicos de estatuas antropomorfas, como las de Rotemburgo del Néckar, Tubinga, Stammheim y Stockach, pero estas están todavía más estilizadas que la de Hirschlanden. De la posterior época de La Tène se han encontrado más estatuas antropomórficas, como las de Glauberg y Raibach (Hesse), Holzgerlingen (Baden-Wurtemberg) y Mšeke Žehrovice (Bohemia).

## Galería

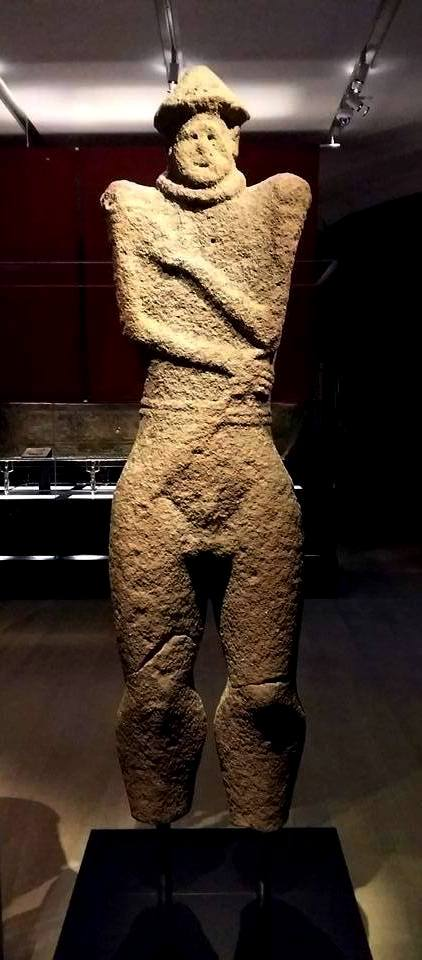
Original en el Museo de Wurtemberg, frente
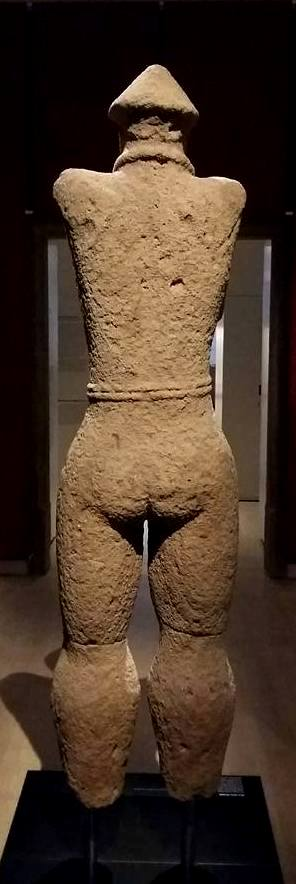
Original en el Museo de Wurtemberg, parte trasera